# Antilele Neerlandeze
Antilele Neerlandeze (limba neerlandeză: Nederlandse Antillen) a fost o structură politică, parte autonomă a Regatului Țărilor de Jos, cuprinzând o parte din Antilele Mici, compuse din două grupuri de insule din Marea Caraibelor: Aruba, Bonaire și Curaçao (așa-numitele Insule ABC, lângă Venezuela) și Sint Eustatius, Saba și Sint Maarten (localizate la sud-est de Insulele Virgine). Economia insulelor este dependentă de turism și de industria petrolieră.
Între iunie 2000 și aprilie 2005 au avut loc consultări populare pentru a defini viitorul statut al fiecărei insule. Cele patru opțiuni care puteau fi votate au fost:
- legături mai strânse cu Țările de Jos;
- rămânerea în cadrul Antilelor Neerlandeze;
- transformarea într-o țară autonomă în cadrul Țărilor de Jos (status aparte);
- independența

Din cele șase insule, Sint Maarten și Curaçao au votat pentru status aparte; Aruba, Bonaire și Saba au votat pentru legături mai strânse cu Țările de Jos, iar Sint Eustatius a ales rămânerea în cadrul Antilelor Neerlandeze.
La data de 10 octombrie 2010, Sint Maarten și Curaçao au devenit state independente în componența Regatului Țărilor de Jos. Insula Curaçao are peste 190.000 de locuitori și se află la 65 km de Venezuela, iar Sint-Maartin are o populație de 37.000 de locuitori și este situată pe aceeași insulă (Insula Sfântul Martin) cu teritoriul francez Saint-Martin, alipit Guadelupei.